# 加藤優次
加藤 優次（かとう ゆうじ、1978年 - ）三重県出身。アットハウス（現在事業閉鎖）創業者であり筆頭株主。

## 人物
- 2010年2月26日、テレビ朝日「朝まで生テレビ!」にパネラーとして出演。

## 来歴
- 2003年4月 有限会社アットマンハウス（アットハウス）設立
- 2007年4月 株式会社三井PCO、株式会社藤和不動産販売をM＆A
- 2009年9月 越企業JVNET社と合弁企業を設立。代表取締役副社長に就任[1]
- 2010年4月 東亜協同組合を設立　ベトナムと日本を研修生でつなぐ。
- 2014年4月 アットハウス事業を株式会社アットウェルら2社に事業譲渡締結